# Sylva Koscina

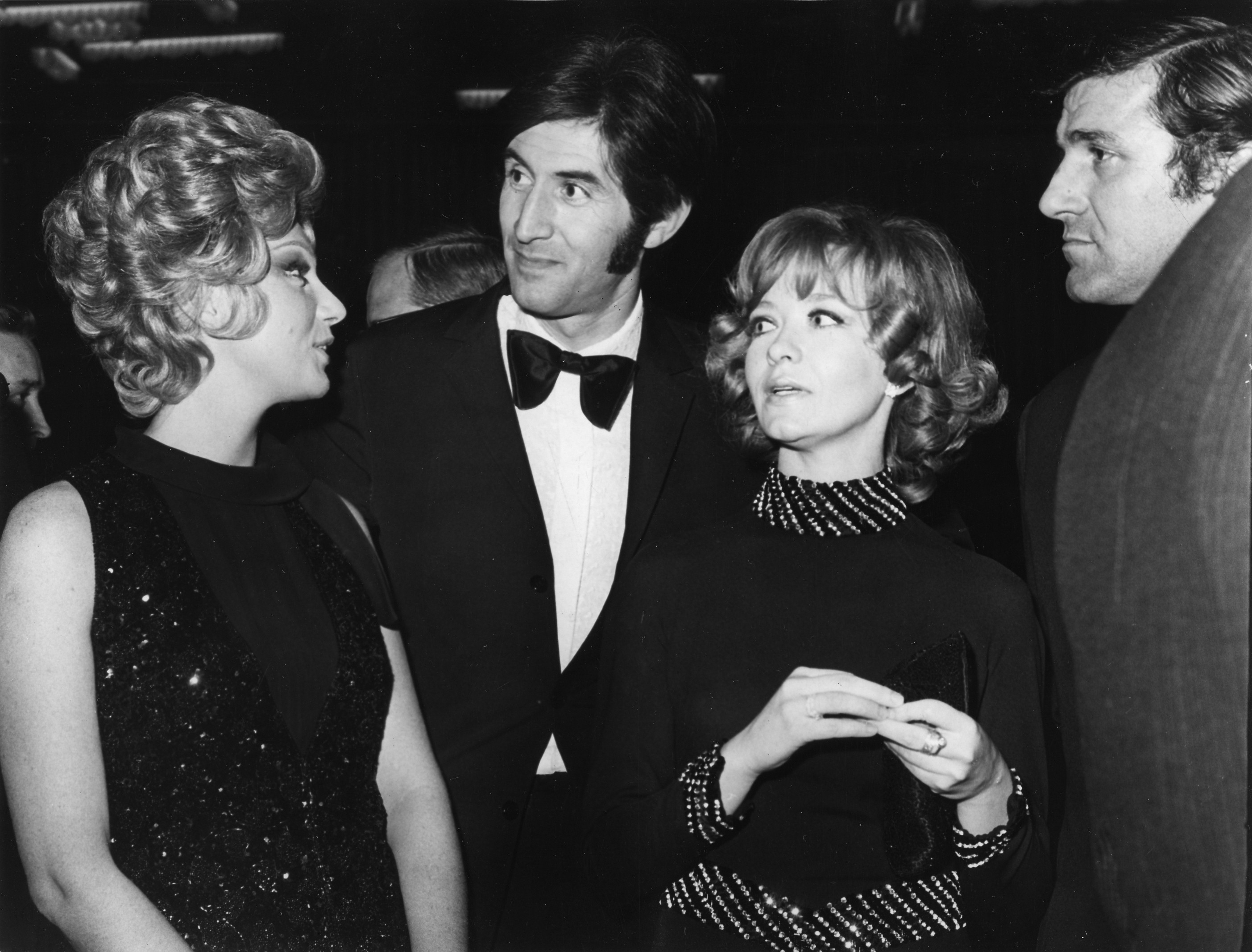
Sylva Koscina (links) mit Ljubisa Samardzic, Milena Dravić und Bata Zivojinovic 1969

Sylva Koscina (* 22. August 1933 in Zagreb; † 26. Dezember 1994 in Rom) war eine italienische Schauspielerin, die in über 120 Filmen mitwirkte.

## Leben
Koscina floh im Alter von zwölf Jahren aus Jugoslawien nach Italien. Sie studierte Physik an der Universität Neapel und arbeitete als Fotomodell.
Von 1955 an spielte Koscina zahlreiche Kinorollen. Bereits ihr zweiter Film, Pietro Germis Das rote Signal, wurde ein wichtiger Film des italienischen Neorealismus und brachte einige Anerkennung. Ein weiterer Erfolg war die Komödie Dieb hin, Dieb her von Luigi Zampa aus dem Jahr 1958.
In den folgenden Jahren drehte Sylva Koscina zahlreiche Unterhaltungs- und Historienfilme, u. a. als Partnerin von Lino Ventura in Schieß solange du kannst (1965), an der Seite von Horst Buchholz in Unser Mann aus Istanbul (1965) und in Johnny Banco (1967), als Auftragskillerin in Heiße Katzen (1967), oder in Robert Siodmaks zweiteiligem Monumentalfilm Kampf um Rom (1968), wo sie die intrigante byzantinische Kaiserin Theodora verkörperte. Daneben wurde sie in vielen anspruchslosen Filmen vor allem als erotischer Blickfang eingesetzt.
Sie war aber auch in ernsthafteren Rollen zu sehen, wie in Georges Franjus Judex (1963) oder dem Kriegsfilm Die Schlacht an der Neretva (1969). 1965 engagierte sie Federico Fellini für Julia und die Geister. Ab Mitte der 1970er Jahre reduzierte sie ihr Arbeitspensum, das zeitweise auf zehn Filme pro Jahr kam, merklich. 1993 wirkte sie in ihrem letzten Film C'è Kim Novak al telefono mit.
Sylva Koscina starb 1994 im Alter von 61 Jahren in Rom an Brustkrebs.

## Filmografie (Auswahl)

### Kinofilme
- 1955: Siamo uomini o caporali – Regie: Camillo Mastrocinque
- 1956: Das rote Signal (Il Ferroviere) – Regie: Pietro Germi
- 1956: Der Kurier des Zaren (Michel Strogoff)
- 1956: Gwendalina (Guendalina) – Regie: Alberto Lattuada
- 1957: Die Verlobten des Todes (I fidanzati della morte)
- 1957: Großmutter Sabella (La nonna Sabella) – Regie: Dino Risi
- 1957: Clorinda, die Sarazenin (La Gerusalemme liberata) – Regie: Carlo Ludovico Bragaglia
- 1957: Femmine tre volte – Regie: Steno
- 1957: Le naïf aux 40 enfants – Regie: Philippe Agostini
- 1958: Liebe hat kurze Beine (Giovani mariti) – Regie: Mauro Bolognini
- 1958: Die unglaublichen Abenteuer des Herkules (Le fatiche di Ercole)
- 1958: Dieb hin, Dieb her (Ladro lui, ladra lei) – Regie: Luigi Zampa
- 1958: Pariser wider Willen (Totò a Parigi) – Regie: Camillo Mastrocinque
- 1958: Sommererzählungen (Racconti d'estate) – Regie: Gianni Franciolini
- 1958: Freundinnen (Mogli pericolose) – Regie: Luigi Comencini
- 1958: Herodes – Blut über Jerusalem (Erode il grande) – Regie: Viktor Tourjansky
- 1959: Herkules und die Königin der Amazonen (Ercole e la regina di Lidia)
- 1959: Schlechte Zeiten für Vampire (Tempi duri per i vampiri) – Regie: Steno
- 1959: Der Witwer (Il vedovo) – Regie: Dino Risi
- 1959: Überraschungen in der Liebe (Le sorprese dell'amore) – Regie: Luigi Comencini
- 1960: Die halbstarken Eltern (I Genitori in Blue Jeans) – Regie: Camillo Mastrocinque
- 1960: Archimedes – Der Löwe von Syrakus (L'Assedio di Siracusa) – Regie: Pietro Francisci
- 1960: Riskanter Zeitvertreib (Les Distractions) – Regie: Jacques Dupont
- 1960: Eine süße Katastrophe (Ravissante) – Regie: Robert Lamoureux
- 1960: Luxusweibchen (Femmine di lusso) – Regie: Giorgio Bianchi
- 1961: Die Leiche ist im falschen Koffer (Crimen) – Regie: Mario Camerini
- 1961: Das bittere Leben (Il Sicario) – Regie: Damiano Damiani
- 1961: Auf Ihr Wohl, Herr Interpol! (Mani in alto) – Regie: Giorgio Bianchi
- 1962: Jessica (La sage-femme, le curé et le bon Dieu)
- 1962: Mit Damenbedienung (Le Massaggiatrici) – Regie: Lucio Fulci
- 1962: Die eiserne Maske (Le Masque de fer) – Regie: Henri Decoin
- 1962: Die vier Wahrheiten (Les quatre vérités) – Regie: Alessandro Blasetti
- 1962: Degenduell (La congiura dei dieci) – Regie: Baccio Bandini
- 1962: Il giorno più corto – Regie: Sergio Corbucci
- 1963: In Ketten zum Schafott (Il Fornaretto di Venezia) – Regie: Duccio Tessari
- 1963: Judex
- 1963: Le monachine – Regie: Luciano Salce
- 1964: Eine Leiche für die Dame (Cadavere per signora) – Regie: Mario Mattoli
- 1964: Manche mögen's geheim (Hot Enough for June) – Regie: Ralph Thomas
- 1964: Amore in vier Dimensionen (Amore in quattro dimensioni), Segment Amore e vita – Regie: Jacques Romain
- 1964: Gangster, Gold und flotte Mädchen (L'appartement des filles) – Regie: Michel Deville
- 1964: Cyrano und d’Artagnan (Cyrano et d'Artagnan)
- 1964: Frivole Spiele (Se permettete parliamo di donne)
- 1964: Wenn das die Männer wüssten (L'idea fissa), Segment Sabato 18 luglio – Regie: Gianni Puccini
- 1964: Die Unmoralischen (Le grain de sable) – Regie: Pierre Kast
- 1965: Schieß solange du kannst (L'arme à gauche) – Regie: Claude Sautet
- 1965: Unser Mann aus Istanbul (Operación Estambul)
- 1965: Julia und die Geister (Giulietta degli spiriti)
- 1965: Made in Italy (À l'italienne), Segment 3 La Donna – Regie: Nanni Loy
- 1965: Baraka, Agent X 13 (Baraka sur X 13) – Regie: Maurice Cloche, Silvio Siano
- 1966: Auch große Scheine können falsch sein (Monnaie de singe) – Regie: Yves Robert
- 1966: Io, io, io… e gli altri – Regie: Alessandro Blasetti
- 1966: Pokerspiel um vier Damen (Carré de dames pour un as) – Regie: Jacques Poitrenaud
- 1967: Heiße Katzen (Deadlier Than the Male)
- 1967: Jonny Banco – Geliebter Taugenichts (Johnny Banco)
- 1967: Der Etappenheld (The Secret War of Harry Frigg)
- 1967: Drei Bissen vom Apfel (Three Bites of the Apple)
- 1968: Bandit zu besichtigen (I Protagonisti) – Regie: Marcello Fondato
- 1968: Der schnellste Weg zum Jenseits (A Lovely Way to Die)
- 1968: Kampf um Rom (2 Teile)
- 1969: Marquis de Sade: Justine (Marquis de Sade's Justine)
- 1969: Die Schlacht an der Neretva (Bitka na Neretvi)
- 1969: He and She (L'assoluto naturale) – Regie: Mauro Bolognini
- 1970: Das Wespennest (Hornets’ Nest)
- 1970: Ende einer Flucht (Vertige pour un tueur) – Regie: Jean-Pierre Desagnat
- 1970: La Modification – Regie: Michel Worms
- 1970: Nini Tirebouchon (Ninì Tirabusciò: la donna che inventò la mossa) – Regie: Marcello Fondato
- 1971: Historia de una traición – Regie: José Antonio Nieves Conde
- 1971: Les jambes en l'air – Regie: Jean Dewever
- 1971: African Story – Regie: Marino Girolami
- 1971: La Colomba non deve volare – Regie: Sergio Garrone
- 1971: Mazzabubù… quante corna stanno quaggiù? – Regie: Mariano Laurenti
- 1971: Homo Eroticus – Regie: Marco Vicario
- 1972: Boccaccio – Regie: Bruno Corbucci
- 1972: Sette scialli di seta gialla – Regie: Sergio Pastore
- 1972: Schön, nackt und liebestoll (Rivelazioni di un maniaco sessuale al capo della squadra mobile) – Regie: Roberto Bianchi Montero
- 1972: Der Mafiaboss – Sie töten wie Schakale (La Mala ordina) – Regie: Fernando Di Leo
- 1972: Dein Vergnügen ist auch mein Vergnügen (Il tuo piacere è il mio)
- 1973: Lisa und der Teufel (Lisa e il diavolo) – Regie: Mario Bava
- 1974: Delitto d'autore – Regie: Mario Sabatini
- 1974: Nacktes Entsetzen (Un par de zapatos del '32)
- 1974: Der Teuflische (La casa dell'esorcismo) – Regie: Mario Bava, Alfredo Leone
- 1975: Il Cav. Costante Nicosia demoniaco ovvero Dracula in brianza – Regie: Lucio Fulci
- 1977: Casanova & Co.
- 1980: Sunday Lovers
- 1981: Asso – ein himmlischer Spieler (Asso) – Regie: Franco Castellano, Giuseppe Moccia
- 1983: Magic Touch (Mani di fata) – Regie: Steno
- 1983: Questo e quello – Regie: Sergio Corbucci
- 1984: Cinderella ’80 (Cenerentola ’80)
- 1984: Die Nacht der vier Monde – Regie: Jörg A. Eggers
- 1987: Rimini Rimini – Regie: Sergio Corbucci
- 1992: Ricky & Barabba (Ricky e Barabba) – Regie: Christian De Sica
- 1994: C'è Kim Novak al telefono – Regie: Enrico Roseo

### Fernsehserien und Filme
- 1962: I giacobini (Serie)
- 1984: …und das Leben geht weiter (…e la vita continua) – Regie: Dino Risi
- 1987: Eine große Liebesgeschichte (Una grande storia d'amore) – Regie: Duccio Tessari
- 1991: L'odissea